# Only Murders in the Building
Only Murders in the Building (prt: Homicídios ao Domicílio) é uma série de televisão de comédia de mistério norte-americana, criada por Steve Martin e John Hoffman. A série, composta por dez episódios, estreou em 31 de agosto de 2021, no Hulu e Star+. O enredo segue três estranhos, interpretados por Steve Martin, Martin Short e Selena Gomez, que compartilham uma obsessão por um podcast de true crime. Após uma morte suspeita em seu afluente prédio no Upper West Side, o Arconia, os três vizinhos decidem iniciar seu próprio podcast sobre a investigação da morte, que a polícia considerou suicídio.
A série recebeu elogios da crítica, com elogios direcionados à sua abordagem cômica da ficção policial, bem como às performances e química entre os atores principais. Em setembro de 2021, o Hulu renovou a série para uma segunda temporada, que estreou em 28 de junho de 2022.

## Elenco e personagens

### Principal
| Ator            | Personagem           | Temporadas      | Temporadas      | Temporadas      |
| Ator            | Personagem           | 1º              | 2º              | 3º              |
| --------------- | -------------------- | --------------- | --------------- | --------------- |
| Steve Martin    | Charles-Haden Savage | Principal       | Principal       | Principal       |
| Martin Short    | Oliver Putnam        | Principal       | Principal       | Principal       |
| Selena Gomez    | Mabel Mora           | Principal       | Principal       | Principal       |
| Aaron Dominguez | Oscar                | Principal       | Does not appear | Does not appear |
| Amy Ryan        | Jan                  | Principal       | Participação    | Does not appear |
| Cara Delevingne | Alice                | Does not appear | Principal       | Principal       |

- Steve Martin como Charles-Haden Savage,[8] um ator semi-aposentado que foi a estrela da popular série de TV de drama policial dos anos 1990 Brazzos. Ele mora no 14C no Arconia
- Martin Short como Oliver Putnam,[8] um diretor da Broadway com dificuldades financeiras que gera a ideia do podcast e se torna seu diretor. Ele vive no 10D no Arconia
- Selena Gomez como Mabel Mora,[8] uma jovem que vive no 12E no Arconia, uma unidade reformada que ela está reformando para sua tia e que era amiga da vítima de assassinato, Tim Kono, anos antes
- Aaron Dominguez como Oscar Torres, um amigo de Mabel e Tim que foi injustamente condenado pelo assassinato de sua amiga Zoe há dez anos e foi recentemente libertado da prisão. Oscar conhecido como "Tie Dye Guy" também foi o interesse amoroso de Mabel (Selena Gomez) na 1º temporada.[9]
- Amy Ryan como Jan, uma fagotista profissional que também mora no Arconia e começa a namorar Charles
- Cara Delevingne como Alice (2ª temporada)[10]

### Recorrente
- Vanessa Aspillaga como Ursula, a administradora de edifício do Arconia
- Ryan Broussard como Will Putnam, filho de Oliver
- Julian Cihi como Tim Kono, um morador do 9A no Arconia que morre no primeiro episódio. As circunstâncias misteriosas que cercam sua morte estimulam Charles, Oliver e Mabel a fazer sua própria investigação.
- Tina Fey como Cinda Canning, a apresentadora do podcast sobre crimes reais All Is Not OK in Oklahoma[11]
- Jackie Hoffman como Uma Heller, uma moradora de Arconia
- Jayne Houdyshell como Bunny, a presidente do conselho com mão de ferro do Arconia
- Da'Vine Joy Randolph como Detetive Williams, uma detetive no assassinato de Kono que inicialmente encerrou o caso, mas se interessa novamente depois que sua esposa começa a ouvir o podcast
- James Caverly como Theo Dimas, um morador surdo do Arconia e filho de Teddy Dimas
- Michael Cyril Creighton como Howard Morris, um morador do Arconia e amante de gatos, cuja gata Evelyn morreu na mesma noite que Tim Kono
- Zainab Jah como Ndidi Idoko, uma moradora do Arconia, vizinha de Tim Kono que está ansiosa para anexar seu apartamento
- Russell G. Jones como Dr. Grover Stanley, um morador do Arconia que é terapeuta
- Nathan Lane como Teddy Dimas, um morador do Arconia, dono de uma rede de delicatessen e velho amigo e patrono de Oliver, que concorda em patrocinar o podcast
- Michael Rapaport como Detetive Kreps (2ª temporada), um detetive no caso do assassinato de Bunny[12]

### Convidado
- Sting como uma versão ficcional de si mesmo, um residente do Arconia[13]
- Adriane Lenox como Roberta, ex-mulher de Oliver
- Anthony Ruiz como Jose Torres, pai de Oscar e superintendente do Arconia
- Adina Verson como Poppy, uma assistente determinada de Cinda
- Roy Wood Jr. e Jacob Ming-Trent como Vaughn e Lucian
- Jimmy Fallon como ele mesmo
- Mandy Gonzalez como Silvia Mora, mãe de Mabel
- Jaboukie Young-White, Daniel Oreskes, Ali Stroker, e Orson Hong como Sam, Marv, Paulette e Grant, fãs entusiasmados do podcast Only Murders in the Building
- Jane Lynch como Sazz Pataki, ex-dublê de Charles
- Shirley MacLaine (2ª temporada)[14]
- Amy Schumer (2ª temporada)[14]

## Episódios

### Resumo
| Temporada | Temporada | Episódios | Exibição original    | Exibição original     |
| Temporada | Temporada | Episódios | Estreia da temporada | Final da temporada    |
| --------- | --------- | --------- | -------------------- | --------------------- |
|           | 1         | 10        | 31 de agosto de 2021 | 19 de outubro de 2021 |
|           | 2         | 10        | 28 de junho de 2022  | 23 de agosto de 2022  |
|           | 3         | 10        | 8 de agosto de 2023  | 3 de outubro de 2023  |

### 1.ª Temporada (2021)
| N.º na série | N.º na temp. | Título                                                                         | Dirigido por        | Escrito por                       | Lançamento             | Cód. de produção |
| --- | ------------ | ------------------------------------------------------------------------------ | ------------------- | --------------------------------- | ---------------------- | ---------------- |
| 1 | 1            | "True Crime" "Crime Real"                                                      | Jamie Babbit        | Steve Martin & John Hoffman       | 31 de agosto de 2021   | 1DWB01           |
| Vizinhos de Upper West Side, Charles, Oliver e Mabel se conectam por serem apaixonados por crimes.                                                         |              |                                                                                |                     |                                   |                        |                  |
| 2 | 2            | "Who Is Tim Kono?" "Quem é Tim Kono?"                                          | Jamie Babbit        | Kirker Butler                     | 31 de agosto de 2021   | 1DWB02           |
| O grupo estuda a vítima. Enquanto isso, o passado secreto de Mabel começa a ser desvendado.                                                                |              |                                                                                |                     |                                   |                        |                  |
| 3 | 3            | "How Well Do You Know Your Neighbors?" "Quanto Você Conhece os Seus Vizinhos?" | Gillian Robespierre | Ben Smith                         | 31 de agosto de 2021   | 1DWB03           |
| Oliver usa as habilidades de diretor de teatro para analisar o caso.                                                                                       |              |                                                                                |                     |                                   |                        |                  |
| 4 | 4            | "The Sting" "A Picada"                                                         | Gillian Robespierre | Kristin Newman                    | 7 de setembro de 2021  | 1DWB04           |
| Acreditando que o assassino possa ser um morador famoso e de difícil acesso do condomínio, o grupo busca conselhos de um renomado apresentador de podcast. |              |                                                                                |                     |                                   |                        |                  |
| 5 | 5            | "Twist" "Reviravolta"                                                          | Don Scardino        | Thembi L. Banks                   | 14 de setembro de 2021 | 1DWB05           |
| Mabel embarca em uma missão para descobrir os últimos passos da vítima e Charles e Oliver a seguem.                                                        |              |                                                                                |                     |                                   |                        |                  |
| 6 | 6            | "To Protect and Serve" "Proteger e Servir"                                     | Don Scardino        | Madeleine George & Kim Rosenstock | 21 de setembro de 2021 | 1DWB06           |
| Mabel leva suas novas amizades para conhecer a sua mãe. A detetive Williams tem dúvidas.                                                                   |              |                                                                                |                     |                                   |                        |                  |
| 7 | 7            | "The Boy from 6B" "O Garoto do Apartamento 6B"                                 | Cherien Dabis       | Stephen Markley & Ben Philippe    | 28 de setembro de 2021 | 1DWB07           |
| Um jovem misterioso vira o jogo para espionar Oliver e Mabel.                                                                                              |              |                                                                                |                     |                                   |                        |                  |
| 8 | 8            | "Fan Fiction" "Ficção de Fã"                                                   | Cherien Dabis       | Matteo Borghese & Rob Turbovsky   | 5 de outubro de 2021   | 1DWB08           |
| Encurralado, o grupo pede reforço na forma dos fãs de seu podcast.                                                                                         |              |                                                                                |                     |                                   |                        |                  |
| 9 | 9            | "Double Time" "Moradores Insatisfeitos"                                        | Jamie Babbit        | John Hoffman & Kristin Newman     | 12 de outubro de 2021  | 1DWB09           |
| Os moradores estão insatisfeitos com a imagem negativa do prédio e o trio encara uma revolta.                                                              |              |                                                                                |                     |                                   |                        |                  |
| 10 | 10           | "Open and Shut" "Abrir e Fechar"                                               | Jamie Babbit        | John Hoffman & Rachel Burger      | 19 de outubro de 2021  | 1DWB10           |
| O trio corre em direção a uma resolução enquanto suas próprias vidas são colocadas em perigo.                                                              |              |                                                                                |                     |                                   |                        |                  |

## Produção

### Desenvolvimento
Em janeiro de 2020, foi anunciado que Steve Martin e Martin Short estrelariam uma série sem título do Hulu, criada por Martin e John Hoffman, com Martin, Short e Hoffman sendo produtores executivos, ao lado de Dan Fogelman é com a 20th Television servindo de estúdio. Em 14 de setembro de 2021, o Hulu renovou a série para segunda temporada.

### Seleção de elenco
Junto com o anúncio inicial, foi anunciado que Martin e Short estrelariam a série. Em agosto de 2020, Selena Gomez se juntou ao elenco da série, e também atuará como produtora executiva. Em novembro de 2020, Aaron Dominguez se juntou ao elenco em um papel regular na série. Em janeiro de 2021, Amy Ryan se juntou ao elenco principal da série. No mesmo mês, Nathan Lane se juntou ao elenco em um papel recorrente. Em 1 de dezembro de 2021, foi relatado que Cara Delevingne se juntou ao elenco como uma nova regular da série para a segunda temporada. Em 12 de janeiro de 2022, Short anunciou que Shirley MacLaine e Amy Schumer foram escaladas como estrelas convidadas para a segunda temporada. Em 11 de fevereiro de 2022, Michael Rapaport se juntou ao elenco em um papel recorrente para a segunda temporada.

### Filmagens
A fotografia principal começou em 3 de dezembro de 2020, na cidade de Nova York, e foi concluída em abril de 2021. O Belnord foi usado para fotos externas do Arconia. As filmagens da segunda temporada começaram em 1 de dezembro de 2021.

### Música
Um álbum digital com a trilha foi lançado em 27 de agosto de 2021, quatro dias antes da estreia da série.
Todas as músicas compostas por Siddhartha Khosla.
| Only Murders in the Building: Original Score |                                |         |  |
| N.º                                          | Título                         | Duração |  |
| 1.                                           | "Main Title"                   | 0:51    |  |
| 2.                                           | "Mission Theme Pt. 1"          | 1:11    |  |
| 3.                                           | "Arconia Elevator Theme"       | 0:37    |  |
| 4.                                           | "Frozen Cat"                   | 0:46    |  |
| 5.                                           | "Aphrodite"                    | 1:43    |  |
| 6.                                           | "Vantage"                      | 1:44    |  |
| 7.                                           | "All Is Not Okay"              | 0:39    |  |
| 8.                                           | "Oliver's Monologue"           | 1:57    |  |
| 9.                                           | "Who Was Tim Kono"             | 3:21    |  |
| 10.                                          | "Podcast Theme (Punk Version)" | 1:24    |  |
| 11.                                          | "Romantic Theme Pt. 1"         | 1:03    |  |
| 12.                                          | "Romantic Theme Pt. 2"         | 1:31    |  |
| 13.                                          | "Interrogation Fantasy Pt. 1"  | 0:56    |  |
| 14.                                          | "Interrogation Fantasy Pt. 2"  | 0:45    |  |
| 15.                                          | "Detective"                    | 1:22    |  |
| 16.                                          | "Mabel and Tim"                | 1:55    |  |
| 17.                                          | "Pilot Ending"                 | 1:43    |  |
| 18.                                          | "Jan"                          | 1:30    |  |
| 19.                                          | "Charles"                      | 1:16    |  |
| 20.                                          | "Mission Theme Pt. 2"          | 1:02    |  |
| 21.                                          | "Finale"                       | 5:19    |  |

## Lançamento
Only Murders in the Building foi lançada em 31 de agosto de 2021 no Hulu. Internacionalmente, a série estreou no mesmo dia no Disney+ sob o hub de streaming dedicado Star, como uma série original, e pelo Star+ na América Latina. O Disney+ Hotstar lançou a série em territórios selecionados em 3 de setembro de 2021. No Disney+, Disney+ Hotstar e Star+, os episódios de Only Murders in the Building estrearam semanalmente. A segunda temporada está programada para estrear em 28 de junho de 2022. 

## Recepção

### Audiência
Em 3 de setembro de 2021, foi relatado que Only Murders in the Building estabeleceu um recorde para a estreia de comédia mais assistida na história do Hulu.
Em 28 de outubro de 2021, o presidente do Hulu Originals, Craig Erwich, disse em entrevista ao Vulture que o programa se tornou a comédia mais assistida de todos os tempos no Hulu "em boa medida". No mesmo artigo, a Vulture informou que, de acordo com a Parrot Analytics, o programa passou de ter cerca de 16 vezes a demanda de audiência nos EUA como um programa médio quando estreou em 31 de agosto para gerar 37 vezes a demanda típica no momento em que o final da 1ª temporada saiu em 19 de outubro. Isso significou que no dia seguinte a final, o programa ficou em 14º lugar na lista dos programas mais procurados nos EUA e sinalizou uma taxa de crescimento "maciça" de 135% que, de acordo com Erwich, é principalmente para ser atribuída ao boca a boca.

### Resposta crítica
O site agregador de resenhas Rotten Tomatoes relatou um índice de aprovação de 100% com uma classificação média de 8/10, com base em 98 análises críticas. O consenso dos críticos do site diz: "A abordagem boba de Only Murders in the Building aos verdadeiros obcecados pelo crime é ao mesmo tempo hilária e perspicaz, graças em grande parte ao seu trio central extremamente charmoso." O Metacritic deu à série uma pontuação média ponderada de 76 de 100 com base em 34 análises críticas, indicando "análises geralmente favoráveis".
Kristen Baldwin, da Entertainment Weekly deu à série uma nota B e escreveu: "Obly Murders oferece risos acima da média, um mistério inteligente e um elenco estrelado. Mas é difícil afastar a sensação de que a série perdeu uma oportunidade de ser algo especial." Analisando a série para a Rolling Stone, Alan Sepinwall deu uma avaliação de 4,5 em 5 estrelas e disse: "A série logo se torna - como The Princess Bride, Galaxy Quest ou Jane the Virgin - tão rara e maravilhosa coisa: a paródia que também oferece um grande exemplo do artigo genuíno."